# Stir It Up (Patti LaBelle)
Stir It Up è il secondo singolo di Patti LaBelle tratto dall'album della colonna sonora del film Beverly Hills Cop del 1984, che ha vinto un Grammy come miglior album di una colonna sonora originale scritta per un film cinematografico o televisivo (1986).
Il singolo è anche il secondo di un paio di canzoni (l'altra è "New Attitude") che Patti LaBelle ha registrato per la MCA Records immediatamente dopo aver firmato il suo nuovo contratto con quella compagnia. Il suo primo album integrale per MCA, Winner in You, uscirà l'anno successivo.
La canzone è stata anche utilizzata come colonna sonora per la sitcom Stir Crazy, basata sul film del 1980.

## Video musicale
Nel video musicale Patti LaBelle canta la traccia in uno studio di registrazione con dei session player. Contemporaneamente si vede anche una giovane donna che corre per le strade per reclutare altri passanti, i quali la seguono nello studio dove LaBelle sta cantando. Le riprese della città sono state girate a New York City.

## Classifiche
Nel 1985, il singolo raggiunse il numero 41 nella classifica degli USA Pop Singles e il numero cinque nella classifica degli USA Black Singles.

## Cover
LaBelle ha ri-registrato "Stir It Up" insieme a Joss Stone per la colonna sonora del film d'animazione della Disney del 2005 Chicken Little . Questa versione è stata prodotta da Mark Hammond e ha raggiunto il numero 61 nella classifica giapponese Airplay J-Wave Tokio Hot 100 .